# Plot Blue
Plot Blue (né le 27 avril 1997, mort le 4 juin 2019) est un étalon de saut d'obstacles bai, inscrit au stud-book du KWPN. Ce fils de Mr. Blue est monté par le cavalier allemand Marcus Ehning, avec qui il décroche la médaille d'or de saut d'obstacles par équipes aux Jeux équestres mondiaux de 2010. Il devient ensuite reproducteur, puis subit une fracture du bassin après un accident durant un prélèvement. Il est euthanasié en juin 2019.

## Histoire

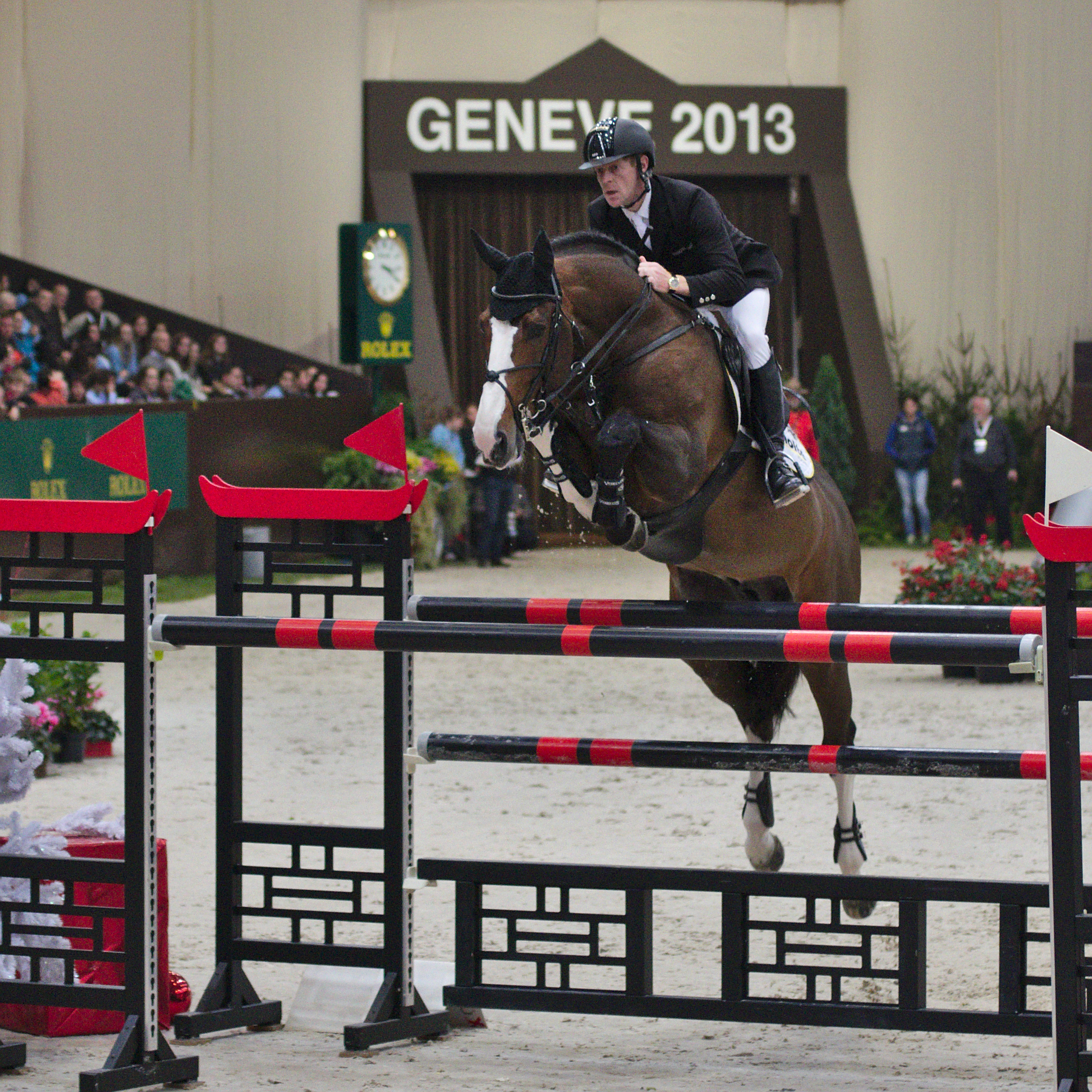
Marcus Ehning et Plot Blue au concours hippique international de Genève en 2013.

Plot Blue naît le 27 avril 1997 à l'élevage de F. C. M. Burgers, à Rosmalen aux Pays-Bas. Il appartient à Mme Somoghy.
Il débute avec le cavalier suisse Werner Muff, participant aux Jeux équestres mondiaux de 2006 à Aix-la-Chapelle, et aux Championnats d'Europe de saut d'obstacles 2007 à Mannheim.
Avec Marcus Ehning, il participe notamment aux Jeux olympiques d'été de 2012 à Londres.
Il est placé en retraite sportive en décembre 2015 durant le Concours hippique international de Genève, pour être voué à la reproduction,. En janvier 2018, il est loué en France par Beligneux-le-haras, à Servas, pour la reproduction. Il se fracture le bassin en fin de saison de reproduction 2018, en chutant du mannequin.  Il est transporté à la clinique vétérinaire équine VetAgro Sup, où il et hospitalisé durant 8 mois, soutenu par un harnais dans un box aménagé.
En raison de difficultés de soin, il est euthanasié le 4 juin 2019.

## Description
Plot Blue est un étalon de robe baie, inscrit au stud-book du KWPN. Il est présenté comme un étalon courageux, puissant et éclaté. 

## Palmarès
Il est 26e du classement mondial des chevaux d'obstacle établi par la WBFSH en octobre 2014.
- 2006 : 5e par équipes et 32e en individuel aux Jeux équestres mondiaux d'Aix-la-Chapelle[1].
- 2009 : médaille de bronze par équipes aux championnats d'Europe de saut d'obstacles 2009 à Windsor[3]
- 2010 : médaille d'or par équipes aux Jeux équestres mondiaux de Lexington[1].

## Origines
Plot Blue est un fils de l'étalon KWPN Mr. Blue et de la jument Ilotte, par Pilot.

## Descendance
Plot Blue est approuvé à la reproduction dans les stud-books KWPN, Selle français, Holsteiner, Oldenbourg et Hanovrien. Il se reproduit en France de 2010 à 2018.